# Partit del Centre Modern
El Partit del Centre Modern (en eslovè Stranka modernega centra, SMC) va ser un partit polític de centreesquerra d'Eslovènia.

## Història
El partit es va fundar el 2 de juny de 2014 com a Partit de Miro Cerar, un influent i conegut advocat, fill de Miroslav Cerar, gimnasta artístic olímpic iugoslau. Ràpidament va obtenir bons resultats a les enquestes per a les eleccions legislatives, i només sis setmanes després de la seva creació, el SMC va rebre el 34.6% dels vots i 36 escons, la major victòria en la història recent d'Eslovènia.
Aviat es va formar el gabinet de Miro Cerar com a Primer Ministre, liderant un govern de coalició amb els Socialdemòcrates i el Partit Democràtic dels Pensionistes. L'any següent, el partit seria rebatejat com a Partit del Centre Modern. El 14 de març de 2018, uns mesos abans de finalitzar el seu mandat, Cerar va renunciar al seu càrrec a conseqüència de la decisió del Tribunal Suprem d'anul·lar el Referèndum del ferrocarril de 2017, alhora que assenyalava tensions internes al govern i manca de col·laboració dels seus membres.
A les eleccions legislatives de 2018 el partit va caure fins a la quarta posició amb només 10 escons, participant del nou govern de Marjan Šarec. Posteriorment esclatarien profundes diferencies en el partit, expulsant al fins llavors vicepresident Milan Brglez, que s'oposava a un govern de dretes i havia xocat de manera reiterada amb Cerar durant el seu mandat. Al 2020 el propi Cerar abandonaria el partit després d'anunciar-se el nou govern de Janez Janša, seguits per diversos diputats que plantejaven la creació d'un nou partit.
El 4 de desembre de 2021, les restes del partit van aprovar la fusió amb un partit extraparlamentari per a formar Concretament, que es presentaria a través de la coalició Connectem Eslovènia a les eleccions de 2022, obtenint un 3.41% dels vots sense cap representació.

## Resultats electorals

### Assemblea Nacional
| Any  | Líder      | Vots    | %         | Escons  | +/– | Govern   |
| ---- | ---------- | ------- | --------- | ------- | --- | -------- |
| 2014 | Miro Cerar | 298,342 | 34.6 (#1) | 36 / 90 |     | Coalició |
| 2018 | Miro Cerar | 86,868  | 9.7 (#4)  | 10 / 90 | 26  | Coalició |

### Parlament Europeu
| Any  | Líder        | Vots  | %         | Escons | +/– |
| ---- | ------------ | ----- | --------- | ------ | --- |
| 2019 | Gregor Perič | 7,823 | 1.6 (#12) | 0 / 8  |     |

### Presidencials
| Any  | Candidat     | 1a volta | 1a volta | 2a volta | 2a volta | Resultat |
| Any  | Candidat     | Vots     | %        | Vots     | %        | Resultat |
| ---- | ------------ | -------- | -------- | -------- | -------- | -------- |
| 2017 | Maja Makovec | 13,052   | 1.73     |          |          | Derrota  |